# Carlprit
Руди Швамборн (нем. Rudi Schwamborn; род. 20 мая 1988 года, Авенюс,  Хараре, Зимбабве), более известный как Carlprit — немецко-зимбабвийский рэпер, автор песен, диджей и музыкальный менеджер. Он выступал и писал песни для таких артистов, как Cascada, Александра Стан и Laurent Wolf. Швамборн наиболее известен своей песней «Fiesta», а также своим появлением в хите Cascada 2009 года «Evacuate the Dancefloor». Запись была продана тиражом более трёх миллионов копий по всему миру и достигла двадцатки лучших в чартах Billboard, сделав Carlprit первым человеком зимбабвийского происхождения, чья песня попала в верхние строчки американских чартов Billboard.

## Биография
Carlprit родился в Авенюс, Хараре, в семье зимбабвийки и немца. Он вырос на Том Уорд Авеню, недалеко от Котсуолд Хиллз в Мейблрейне, Хараре. Он учился в начальной школе Норт Парк и старшей школе для мальчиков Эллис Робинс, прежде чем покинуть Хараре и жить с одним из своих старших братьев в Германии. Carlprit, младший из пяти братьев и сестер, является младшим братом рэпера Metaphysics из Söhne Mannheims. В 14 лет он переехал в Германию со своим братом Metaphysics, где и начал выпускать музыку.

## Карьера
Carlprit начал выпускать музыку после переезда в Германию. Он начинал с хип-хопа, но вскоре переключился на EDM после того, как немецкие продюсеры предложили ему оплачиваемую работу за вокальные партии. Известность он получил благодаря участию в песне «The Universe» своего брата Metaphysics. «The Universe» вышла 25 августа 2003 года на первом студийном альбоме Metaphysics «Digitale Garten».
В 2006 году он вместе с другом основал собственный лейбл, который впоследствии распался из-за творческих разногласий. Он начал выпускать песни на YouTube, а затем выпустил дебютный сингл «What Up Girl» под лейблом Gandanga Music. Продюсером песни выступил диджей и продюсер KMX Musik, который также сотрудничал с ним над такими песнями, как «That’s The Way I Am» и «All My Life».
Первым крупным релизом Карлприта стала песня «Evacuate the Dancefloor» группы Cascada, которая возглавила международные чарты. Песня стала платиновой в США и достигла первой позиции в чартах Великобритании и Нидерландов.
После этого Carlprit начал работать с такими поп-артистами, как Майк Кэндис, Michael Mind Project, Александра Стан, Laurent Wolf, Darius & Finlay, Шон Бейкер, R.I.O., U-Jean, DJ Manian, Whigfield, Tony T, Yanou, Nicco, ItaloBrothers и Рафаэлла Фико.

### Первый сингл
Первый официальный сольный сингл Carlprit «See You At The Top» записан при участии британского дуэта братьев Bkay и Kazz. Песня была выпущена независимо на лейблах Gandanga Records и Pyramid Music, а также прозвучала в популярном немецком телешоу Model WG и заняла первое место в южноафриканском чарте на канале Channel O.
Zooland Records и Universal Records выпустили второй сольный сингл Carlprit «1234». Видеоклип был снят Дэни Уайлдом, а в роли вокалистки выступила мисс Виктория Керн.

### «Fiesta» — хит и сольный успех
Его третий сольный сингл «Fiesta» по праву считается самым успешным: он достиг первого места во французских радиочартах, вошел в топ-100 чартов продаж синглов в Германии, Франции и Швейцарии и набрал более 5 миллионов просмотров на YouTube. «Fiesta» был спродюсирован Michael Mind Project и Маркусом Шульцем, а вокал записан и написан CVB. Сингл был подписан преимущественно на лейблы Kontor Records (Германия), Scorpio Music (Франция) и Blanco y Negro Music (Испания), а также выпущен эксклюзивно для радио NRG.

### Настоящее время
С тех пор Carlprit гастролирует по всему миру и продолжает выпускать музыку.

## Дискография

### Сольное творчество
| Название                          | Год  | Высшие позиции в чартах | Высшие позиции в чартах | Высшие позиции в чартах | Высшие позиции в чартах | Альбом              |
| Название                          | Год  | GER                     | AUT                     | SWI                     | FR                      | Альбом              |
| --------------------------------- | ---- | ----------------------- | ----------------------- | ----------------------- | ----------------------- | ------------------- |
| Fiesta                            | 2012 | 53                      | –                       | 45                      | 39                      | Внеальбомные синглы |
| Here We Go (Allez Allez)          | 2013 | 59                      | 43                      | —                       | —                       | Внеальбомные синглы |
| Remember to Forget (feat. Jaicko) | 2014 | 46                      | 64                      | 61                      | —                       | Внеальбомные синглы |

### В качестве приглашённого исполнителя
| Название                                            | Год  | Высшие позиции в чартах | Высшие позиции в чартах | Высшие позиции в чартах | Высшие позиции в чартах | Высшие позиции в чартах | Высшие позиции в чартах | Альбом                      |
| Название                                            | Год  | GER                     | AUT                     | SWI                     | UK                      | US                      | FR                      | Альбом                      |
| --------------------------------------------------- | ---- | ----------------------- | ----------------------- | ----------------------- | ----------------------- | ----------------------- | ----------------------- | --------------------------- |
| Evacuate the Dancefloor (with Cascada)              | 2009 | 5                       | 6                       | 7                       | 1                       | 25                      | 5                       | Evacuate the Dancefloor     |
| One More Time (with Bodybangers & Linda Teodosiu)   | 2011 | –                       | –                       | –                       | –                       | –                       | 161                     | Внеальбомные синглы         |
| Do What You Do (with Klaas)                         | 2012 | –                       | 65                      | —                       | —                       | —                       | —                       | Внеальбомные синглы         |
| Do It All Night 2k12 (with Darius & Finlay & Nicco) | 2012 | 34                      | 21                      | 11                      | —                       | —                       | —                       | Summer Is Here              |
| Club Go Mad (with Modana)                           | 2012 | –                       | 43                      | –                       | –                       | –                       | –                       | Внеальбомный сингл          |
| Don’t Stop the Dancing (mit Manian)                 | 2012 | –                       | 48                      | 55                      | –                       | –                       | 75                      | Hands Up Forever            |
| Saturday Night 2013 (with Whigfield)                | 2013 | 83                      | —                       | —                       | —                       | —                       | —                       | Только сингл                |
| Brand New Day (with Mike Candys & Evelyn)           | 2013 | –                       | 68                      | 42                      | —                       | —                       | —                       | Smile Together...In the Mix |

### Альбомы
- «Club Bangers» (2023, Carlprit)
- «More Beats To Chill To This Summer» (2022, Carlprit)
- «Beats To Chill To This Summer» (2022, Carlprit)
- «True Stories» (2021, Carlprit)
- «Carlprit Best Of» (2021, Carlprit)
- «Hustlers Academy» (2008, Carlprit)
- «B-Clubed» (2004, Carlprit)

#### Как главный исполнитель
- «Would You Be» (2023, with King Khama)
- «No No» (2023, with Maxim Schunk)
- «Down Town» (2022, with Tony T)
- «Phonk Is My Religion» (2022, with Dirty Fangz)
- «Change My World» (2022, with Edwan & Bloodlyne)
- «Airplane Mode» (2022)
- «Zeemahta» (2022, with Dirty Fangz & Gonzo The Great)
- «All The Way» (2022, with Kindervater & Bloodlyne)
- «Billie Eilish» (2022, with Crystal Rock)
- «Some More» (2022, with Tony-T)
- «Niggers In Paris» (2022, with Mikis & Crystal Rock)
- «Never Be Lonely» (2022, with Relanium, Deen West)
- «Go Crazy» (2022, with Bloodlyne)
- «What Then» (2022, with Calvo & Steve Modana)
- «Go Harder» (2022, with Onary)
- «Ratchet» (2021, with Steve Modana)
- «Chibata» (2021, with Kazz Khalif & Simon Rossi)
- «Benzo» (2021, with Metaphysics)
- «Freaky» (2021, with Chief Capone)
- «Frisky» (2021, with Kazz Khalif & Bailey Browne)
- «Benzo» (2021)
- «Party Don’t Stop» (2021, with Thom Colvin)
- «True Stories» (2021)
- «Doggy» (2021, Relanium & Deen West)
- «Diamonds» (2021, Limao & Nicco)
- «Club Banger RMX» (2021, produced by Edwan)
- «Turn This Party On» (2020, feat. Edwan & CVB)
- «Club Banger» (2019)
- «All Right» (2019)
- «Don’t Walk Away» (2019, feat. Kazz A.K.A Mr Boomslang)
- «Your Body» (2019, feat. DJ Jackson & Kazz A.K.A Mr Boomslang)
- «Number One» (2019, feat. Yoxi)
- «Hello Darling» (2018, feat. Edwan & Kazz A.K.A Mr Boomslang)
- «My Kind Of Trouble» (2018, feat. Edwan & Kazz aka Mr Boomslang)
- «So Fresh» (2018)
- «Hold On» (2016)
- «Domino» (2015 feat. U-jean)
- «Only Gets better» (2014, feat. Jaicko)
- «Remember to forget» feat. Jaicko
- «Party Around the World» (2013, feat. CvB)
- «Allez Allez» (2013, feat. CvB)
- «Fiesta» (2013, feat. CvB)
- «1234» (2011, with R.I.O.)
- «See You At The Top» (2010 feat. B-Kay & Kazz)

#### Другие коллаборации
- «Until The Baseline Drops» (2023, Plastik Funk and Esox) Vocals only
- «Insomnia Rework» (2021, Mike Candys and Jack Holiday) Vocals only
- «Shots» (2021, Jakle feat. Carlprit)
- «Shadow Crimes Audio Trip RMX» (2020, Heidi Anne feat. Carlprit)
- «#Party» (2020, Plastik Funk, Relanium Deen West feat. Carlprit)
- «Shadow Crimes» (2020, Heidi Anne feat. Carlprit)
- «Besito» (2020, Tom Boxer feat. Carlprit)
- «Trouble» (2020, DJ Sanny & DJ Samuel Kimko feat. Carlprit)
- «Like the Wind» (2019, Max Grosseck feat. Tony-T & Carlprit)
- «Tanz» (2019, Gin Tely feat. Carlprit & D Ocean)
- «Boss Sh**» (2018, Corti & LaMedica Andry J feat. Carlprit)
- «light Up The Club» (2018, Relanium & Deen West feat. Carlprit)
- «I Want Her» (2017, DJ Seip & Carlprit)
- «Yolo» (2015, Modana & Carlprit)
- «Get Gone» (2014, Luca Dayz feat. Carlprit)
- «Brand New Day» (2013, Mike Candys feat. Carlprit)
- «Biggest Fan» (2013, Modana & Carlprit)
- «Saturday Night» (2013, Whigfield feat. Carlprit)
- «Don’t Stop The Dancing» (2012, DJ Manian feat. Carlprit)
- «Do It All Night» (2012,  Darius and Finlay feat. Carlprit)
- «Club Go Mad» (2012, Modana & Carlprit)
- «Hotspot» (2012, Modana & Carlprit)
- «Party Crash» (2012, Modana & Carlprit)
- «Freak Around» (2012,  Dirty Dubs feat. Carlprit)
- «The Night» (2012, HouseTwins feat. Carlprit & Lio)
- «Only Just Begun» (2012, Dimaro feat. Rosette and Carlprit)
- «Elevator» (2012, Irresistible feat. Carlprit)
- «Ready for Tonight» (2012, Dimaro feat. Rosette and Carlprit)
- «Do what you do» (2012, Klass feat. Carlprit)
- «Love Music» (2012, Shaun Baker feat. Carlprit)
- «1.000.000» (2012, with Alexandra Stan)
- «Don’t Stop The Music» (2012, Love Unit feat. Carlprit)
- «Boom» (2011, ItaloBrothers feat. Carlprit)
- «One More Time» (2011, Body Banger’s feat. Carlprit & Linda Teodosiu)
- «Second Beat Is Mine» (Sasha Dith, Daagard & Morane feat. Carlprit)
- «Party On» (2011, Funkybootz feat. Carlprit)
- «Heaven Is a Place» (2011, U-Jean feat. Carlprit)
- «Shake That Boo Boo» (2011, Modana & Carlprit)
- «Flip Flops and Hightops» (2011, Dear Zim feat. Carlprit)
- «Independence Day» (2011, Cascada & Carlprit)
- «Unspoken» (2011, Cascada & Carlprit)
- «Dance with Me» (2011, BRYCE feat. Carlprit)
- «We Are Here» (2011, Laurent Wolf feat. Carlprit and Mr Lio & Laurent Pepper)
- «Delirious» (2010, Michael Mind Project feat. Carlprit and Mandy Ventrice)
- «Ghetto Superstar» (2010, Basslovers feat. Carlprit)
- «LOVEBEAT» (2010, Amari feat. Carlprit)
- «How Do You Sleep» (2010, Angle City feat. Carlprit)
- «Boys Boys Boys» (2010, TWiiNS feat. Carlprit)
- «Я одна» (2010, Blue Affair & Sasha Dith feat. Carlprit)
- «Digi Ben» (2010, Mondotek feat. Carlprit)
- «Evacuate The Dancefloor» (2009, Cascada feat. Carlprit)